# Ugo Fabrizio Giordani
Ugo Fabrizio Giordani (Roma, 8 luglio 1956) è un regista italiano.

## Biografia
Laureato in etnologia all'Università di Roma La Sapienza, nel 1980 si diploma in regia presso il Centro Sperimentale di Cinematografia (CSC) realizzando il cortometraggio Freezer, presentato al festival di Venezia, con Remo Girone e Milena Vukotic. Negli anni successivi lavora come assistente di Ermanno Olmi e frequenta a Bassano del Grappa Ipotesi Cinema. A Roma collabora al gruppo di lavoro dello studio EL coordinato da Ettore Scola. Come assistente lavora anche con Carlo Lizzani, e in pubblicità con Alfredo Angeli e Giulio Paradisi.
Sempre come assistente, lavora in numerose inchieste tv con suo zio Sergio Giordani. Come regista TV ha realizzato filmati per Tutti in scena, Magazine, Telefono Giallo, Ultimo minuto, (Rai Tre, "Guglielmi"). Per Rai Uno ha firmato la regia di molti filmati della trasmissione Moda. In pubblicità ha lavorato con la RPA e la Filmaster-Linkage. Ha girato anche molti filmati per il settore moda (Krizia, Benetton, Valentino, Lancetti), e un documentario di quaranta minuti su Giorgio Armani andato in onda su Rai Uno.
Nel 1989 cura la regia del film TV (Rai 2) Cuore di Ladro, prodotto da Ettore Scola, con la partecipazione di Marcello Mastroianni, per la serie Piazza Navona. Nel 1992 scrive e dirige il film Lettera da Parigi con Stefano Dionisi, Lucrezia Lante della Rovere, Irene Papas, Felice Andreasi, vincitore miglior opera prima festival di Valencia, prodotto da Rai e Istituto Luce. 
Nel 1993 realizza il documentario Fracassa Fuori Campo con Massimo Troisi presentato al festival di Napoli.
Nel 1996 è regista del film Il Sindaco con Anthony Quinn, Anna Bonaiuto, Raoul Bova, Maria Grazia Cucinotta, prodotto da Pupi e Antonio Avati insieme a Rai e Istituto Luce e ispirata dall'opera teatrale Il sindaco del rione Sanità di Eduardo De Filippo. Nel 1997 cura la regia de Il Mastino, serie tv (tre episodi) con Eros Pagni, Athina Cenci, Flavio Insinna (Rai Due). Nel 1998 è regista di tre episodi della serie tv Cronaca nera con Luca Barbareschi, Lucrezia Lante della Rovere (Rai Due). L'anno successivo cura soggetto e regia del film Teste di cocco con Alessandro Gassmann, Gianmarco Tognazzi, distribuito da Medusa (in onda su Italia 1).
Nel 2000 è regista di Sei Forte Maestro: 12 puntate serie tv (Canale 5) con Emilio Solfrizzi, Gastone Moschin, Gaia De Laurentiis. L'anno seguente cura la regia della serie tv in 12 puntate di Sei forte Maestro 2 (Canale 5).
Nel 2002 è regista di tre episodi de La Squadra (Rai tre) con Massimo Bonetti, Gaetano Amato, Renato Carpentieri. Nel 2004 cura soggetto, sceneggiatura e regia del film Promessa d'amore con Ettore Bassi, Antonia Liskova, Chiara Conti. Nel 2005 è regista del film Troppo belli, con Costantino Vitagliano e Daniele Interrante. Nel 2006/2007 cura la regia della serie Un medico in famiglia con Lino Banfi. Nel 2008 si occupa della regia della serie Piper con Maurizio Mattioli e Maurizio Casagrande.
È nipote del politico italiano, giornalista e scrittore Igino Giordani.

## Filmografia

### Cinema
- Roma Roma Roma! (1990)
- Lettera da Parigi (1992)
- Il sindaco (1996)
- Teste di cocco (2000)
- Promessa d'amore (2004)
- Troppo belli (2005)
- La questione nucleare (2009) - documentario
- Sharm el Sheikh - Un'estate indimenticabile (2010)

### Televisione
- Piazza Navona episodio Cuore di ladro (1988)
- Il mastino (1998)
- Cronaca nera (1998)
- Sei forte, maestro (2000)
- Vento di ponente (2002)
- La squadra (2002)